# Pseudopaludicola falcipes
Espèce
Synonymes
- Liuperus falcipes Hensel, 1867

Statut de conservation UICN

 LC  : Préoccupation mineure
Pseudopaludicola falcipes est une espèce d'amphibiens de la famille des Leptodactylidae.

## Répartition
Cette espèce se rencontre jusqu'à 1 000 m d'altitude :
- en Argentine dans les provinces de Buenos Aires, de Corrientes, d'Entre Ríos, de Misiones et de Santa Fe ;
- en Uruguay ;
- au Brésil dans les États du Rio Grande do Sul, de Santa Catarina ;
- au Paraguay.

Sa présence est incertaine au Brésil dans l'État du Paraná.

## Galerie

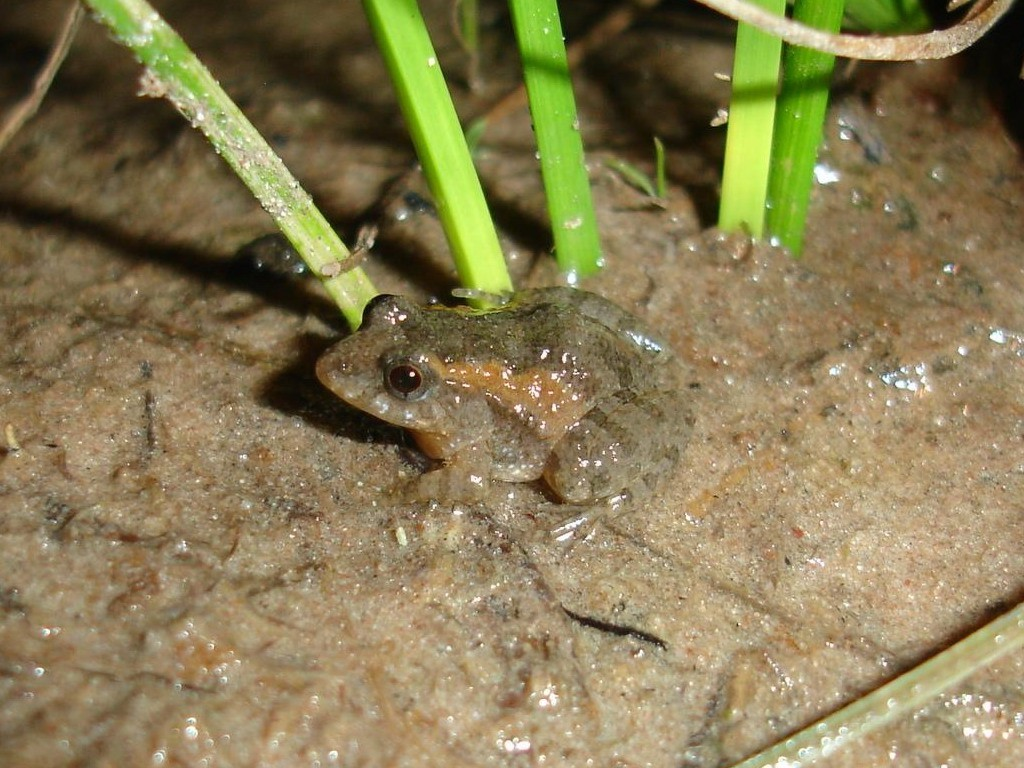
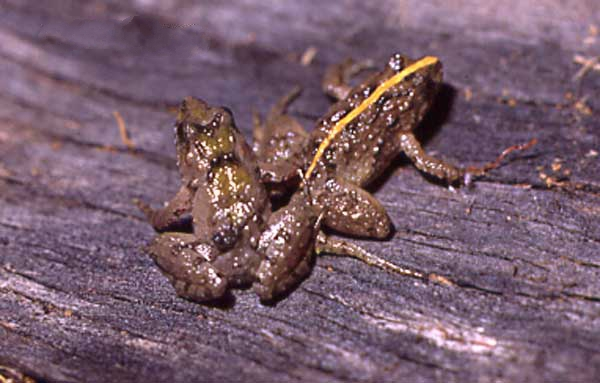
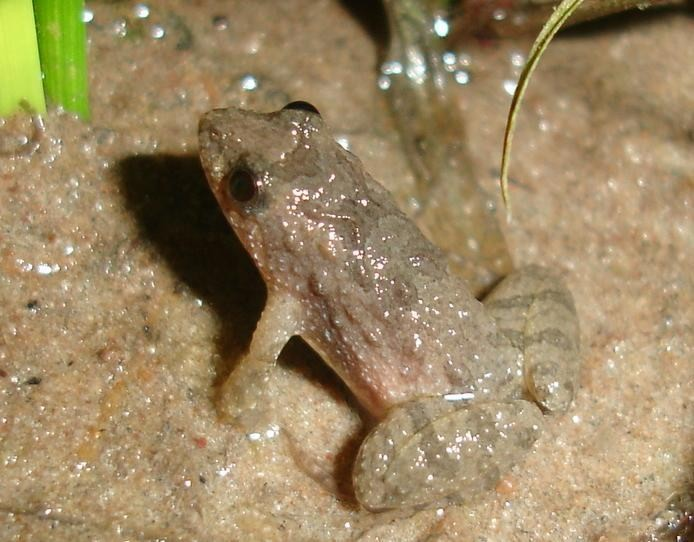
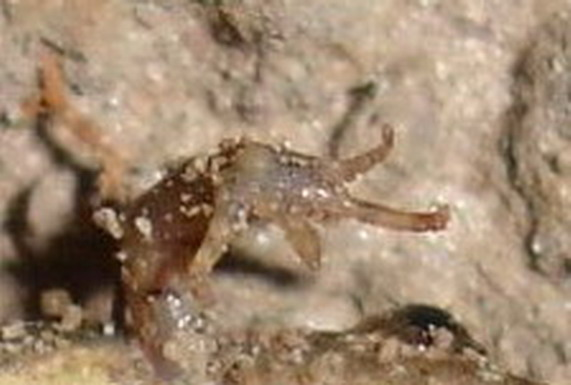
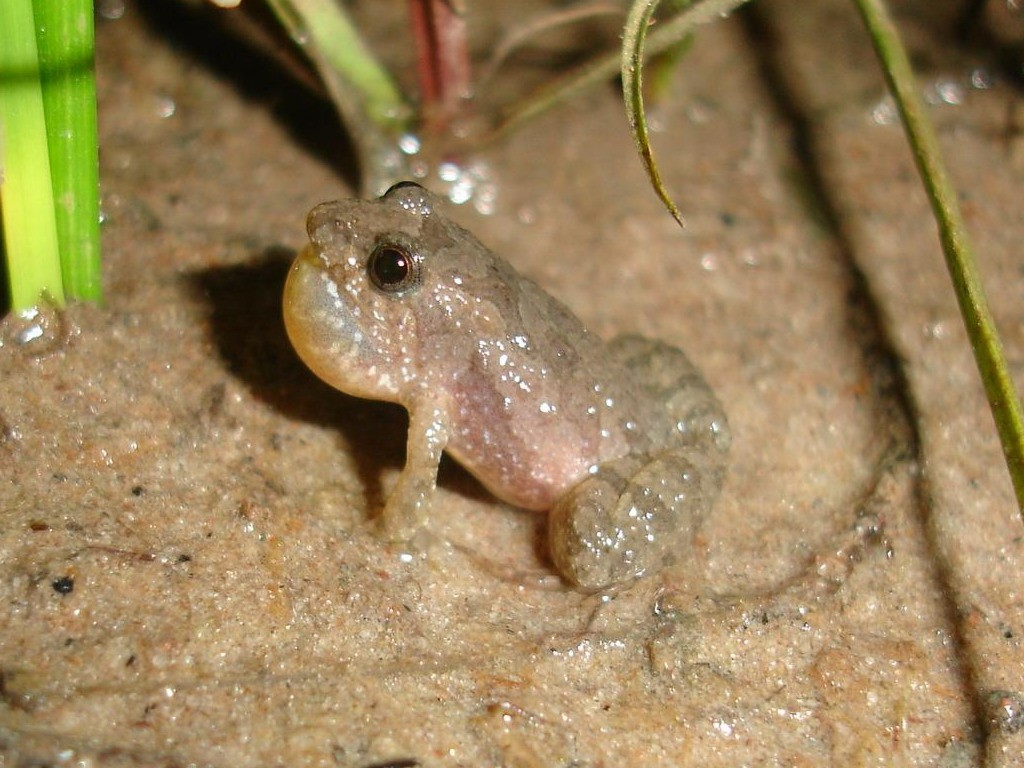
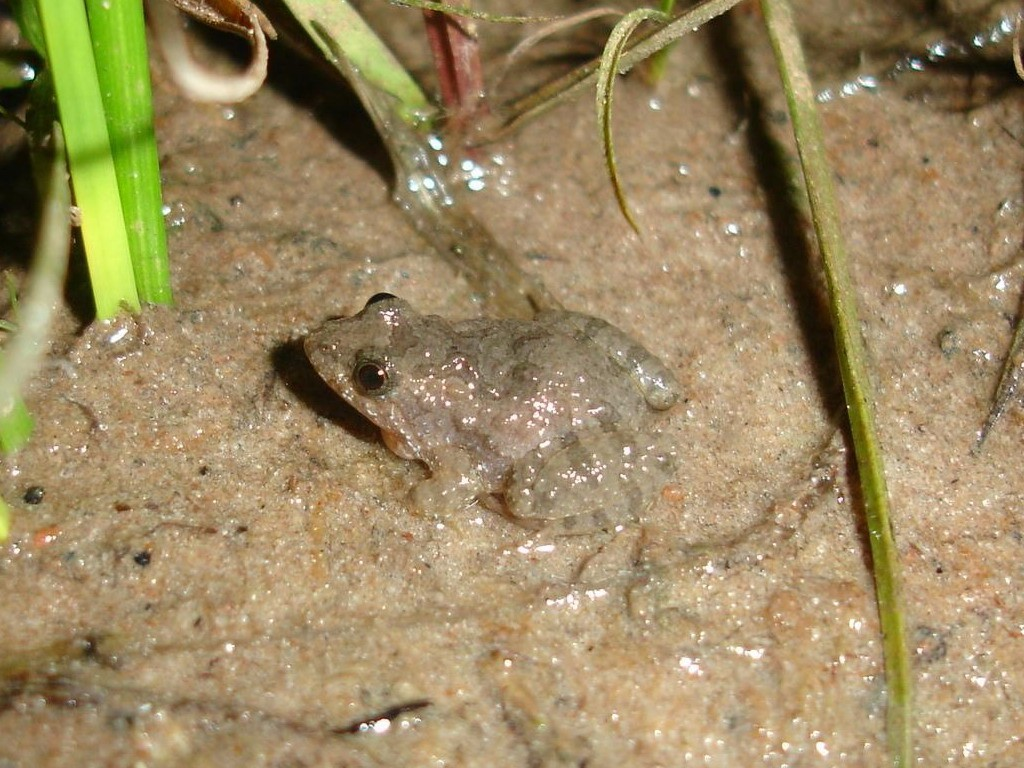

## Publication originale
- Hensel, 1867 : Beiträge zur Kenntniss der Wirbelthiere Südbrasiliens. Archiv Für Naturgeschichte, vol. 33, no 1, p. 120-162 (texte intégral).